# 杜鹃黄素
杜鹃黄素（也称为3,7,3',4'-四羟基-5-甲氧基黄酮，3,7,3',4'-Tetrahydroxy-5-methoxyflavone）是一种槲皮素衍生的O-甲基化黄酮醇，分子式C16H12O7，1956年在白花杜鹃（学名：Rhododendron mucronatum）的花朵中发现。

## 糖苷
糖苷化合物杜鹃黄苷是杜鹃黄素的3-O-α-L-鼠李糖苷。